# جيريمي فيسون
جيريمي فيسون هو سياسي أمريكي، ولد في 14 سبتمبر 1976 في مونرو في الولايات المتحدة. نشط حزبياً في الحزب الجمهوري. وقد انتخب عضو مجلس نواب تينيسي ‏.

## وصلات خارجية
- الموقع الرسمي